# 費爾德貝格山 (皇帝山脈)
47°35′33″N 12°19′28″E / 47.5924°N 12.32455°E

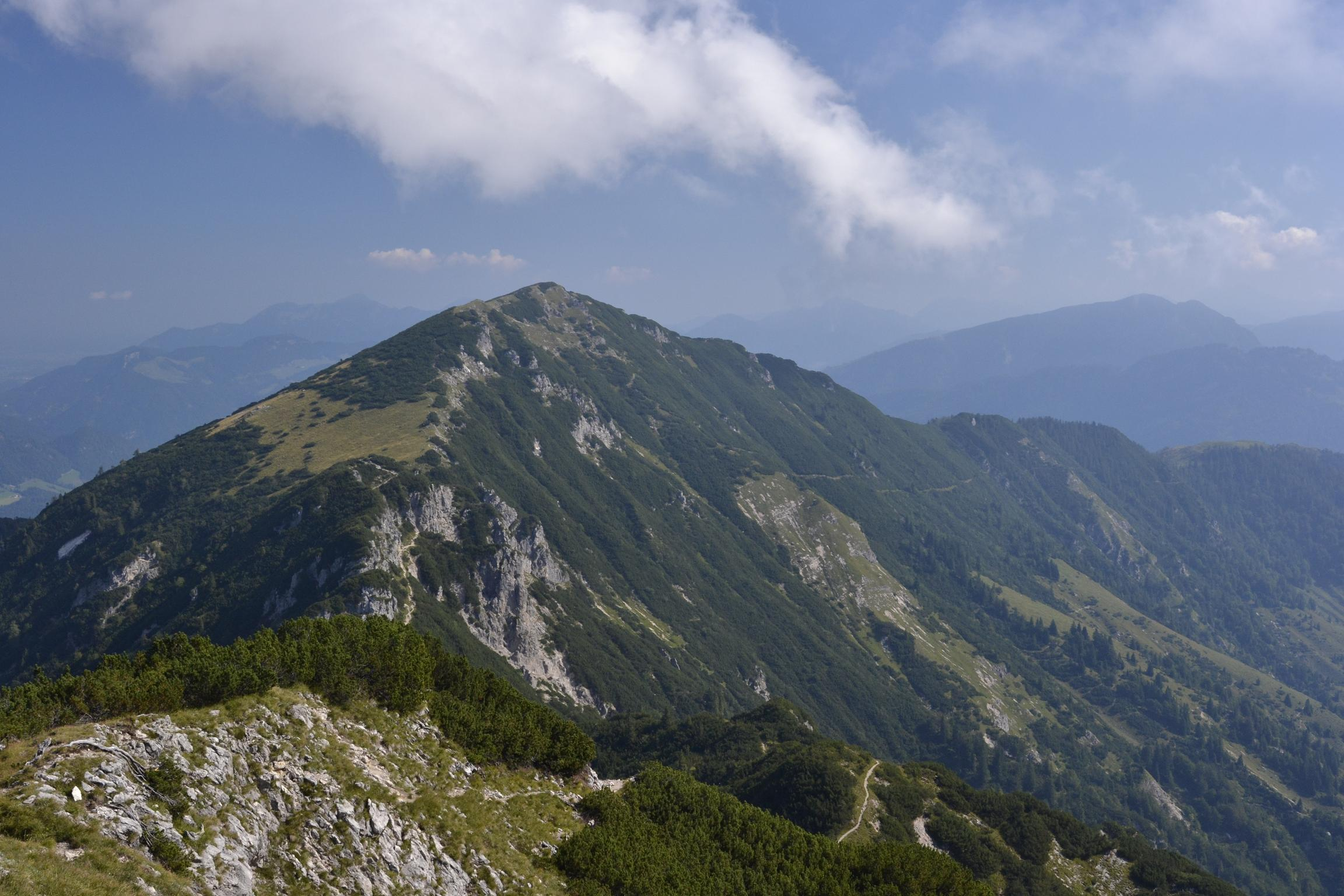

費爾德貝格山（德語：Feldberg），是奧地利的山峰，位於該國西部，由蒂羅爾州負責管轄，屬於皇帝山脈的一部分，距離弗萊施班克山2.3公里，海拔高度1,813米，每年平均降雨量1,847毫米。